# Brienne-i Mária latin császárné
Brienne-i Mária (Capua, 1225. április – 1275. május 5. után), franciául: Marie de Brienne, görögül: Μαρία της Βρυέννης/ντε Μπριέν, olaszul: Maria di Brienne, konstantinápolyi latin császári hercegnő, jeruzsálemi királyi hercegnő, konstantinápolyi latin császárné. I. (Brienne-i) János jeruzsálemi király lánya, II. Izabella jeruzsálemi királynő féltestvére (húga) és III. Ferdinánd kasztíliai király unokahúga.

## Élete
I. (Brienne-i) János latin császár és jeruzsálemi király, valamint Berengária kasztíliai és leóni királyi hercegnő (infánsnő) lánya.
Apját, Brienne-i Jánost II. Balduin latin császár kiskorúsága idejére 1229-ben meghívták a Konstantinápolyba, és amikor 1231-ben megérkezett, császárrá koronáztak. Az ifjú Balduint Perugiában 1229. április 19-én eljegyezték János és Berengária lányával, Máriával, majd 1234-ben megújították az eljegyezést. A házasságot csak azután kötötték meg, miután Mária betöltötte a 12 éves kort 1237 áprilisában.
Mária két fiút szült férjének, de egyes feltételezések szerint az ő lánya lett volna Ilona szerb királyné, I. István Uroš szerb király felesége. A legtöbb forrás ezt cáfolja, és Wertner Mór így foglalja össze a származásával kapcsolatos feltételezéseket és bizonytalanságokat: (a következő szöveg korabeli, XIX. század végi helyesírással és nyelvhelyességgel íródott, így némileg eltér a mai változattól): „Azon kérdés merül most már fel, ki volt tulajdonképen Ilona? [...] Én, [...] csak azt ismétlem, hogy Ilona, a szerb királyné, lehet ugyan kapeting származású, s talán a Courtenay ágból is származik; de II. Balduin leánya semmi esetre sem.” Az esetleges Anjou-házi családi kapcsolatairól pedig így nyilatkozik Wertner: „Hogy Ilonának a nápolyi Anjouk-kal való rokonságát okiratilag is lehet bebizonyítani, kitűnik Hopf kutatásaiból. Sajnos hogy éppen e pontban igen szófukar s hogy e rokonság csak puszta említésére szorítkozik.”

## Gyermekei
- Férjétől, II. Balduin (1218–1273) latin császártól, 2 fiú:
  - Fülöp (1243–1283), címzetes latin császár, felesége Anjou Beatrix (1252 körül–1275) szicíliai királyi hercegnő, 1 leány:
    - I. (Courtenay) Katalin (1274–1307/8) címzetes császárnő, férje Károly (1270–1325) francia királyi herceg, Valois grófja, 4 gyermek, többek között:
      - II. (Valois) Katalin (1303–1346) címzetes császárnő, férje I. Fülöp tarantói herceg (1278–1331), 4 gyermek

  - N. (fiú) (1244 körül–fiatalon)